# Batalha de Cerro Corá
A Batalha de Cerro Corá ou Aquidabanigui foi a última batalha da Guerra do Paraguai, travada no dia 1 de março de 1870, nas imediações de Cerro Corá, 454 quilômetros ao nordeste de Assunção. É notória por ter sido a batalha em que o marechal Francisco Solano López, presidente paraguaio, foi morto às mãos do Exército Imperial Brasileiro.
A Guerra do Paraguai perdurava por mais de cinco anos e, após numerosas batalhas, o exército paraguaio havia sido reduzido a velhos, doentes e crianças. A batalha de Campo Grande foi o último grande combate do conflito, que a partir de então se restringiu à lutas ocasionais, nos meses finais de 1869 e início de 1870. Neste período, o Conde d'Eu organizou expedições à procura de Solano López, seguindo o caminho que sua coluna havia passado. No trajeto, os homens de López e os de Conde d'Eu faziam sofrer a população civil, seja por causa de supostas conspirações contra López, ou dos saques e maus-tratos infligidos pelas tropas imperiais. No dia 8 de fevereiro de 1870, López e sua coluna atingiram Cerro Corá.
As condições no acampamento eram deploráveis, com as quinhentas pessoas que acompanhavam López no extremo da fome e miséria. Em Cerro Corá abatia-se uma rês por dia, para alimentar a todos. Consequentemente, as posições defensivas organizadas pelo marechal eram deficientes, e a isso somava-se o fraco armamento presente. As tropas brasileiras, com cerca de 2 600 homens sob o comando do general José Antônio Correia da Câmara, se aproximaram e cercaram o acampamento, de Solano López sem este saber. No dia 1º de março atacaram em duas frentes: pela parte frontal e pela retaguarda. Os dois pontos defensivos, um no arroio Tacuara e o outro no arroio Aquibadán, caíram rapidamente e o assalto ao acampamento durou poucos minutos, com a resistência se dispersando logo em seguida.
López foi cercado pelos brasileiros e, após negar render-se, foi ferido a lança por Francisco Lacerda (cujo cognome era Chico Diabo), se embrenhando na mata logo em seguida. O general Câmara o seguiu e o achou próximo ao arroio Aquibadán, onde se negou novamente a render-se, sendo alvejado no coração por João Soares. Os fatos sobre sua morte são cercados por divergências e imprecisões. Logo em seguida, a batalha foi encerrada, com cerca de 240 paraguaios presos e sete imperiais feridos. O tempo fez surgir interpretações divergentes acerca da figura de López, retratando-o ora tanto como um tirano cruel quanto um grande líder paraguaio. No decorrer dos anos, o nome Cerro Corá se tornaria parte da cultura paraguaia, batizando ruas, edifícios, parque, além de ser o título de um longa-metragem de 1978, cuja produção se consagrou como uma obra de destaque no país.

## Antecedentes

### O conflito

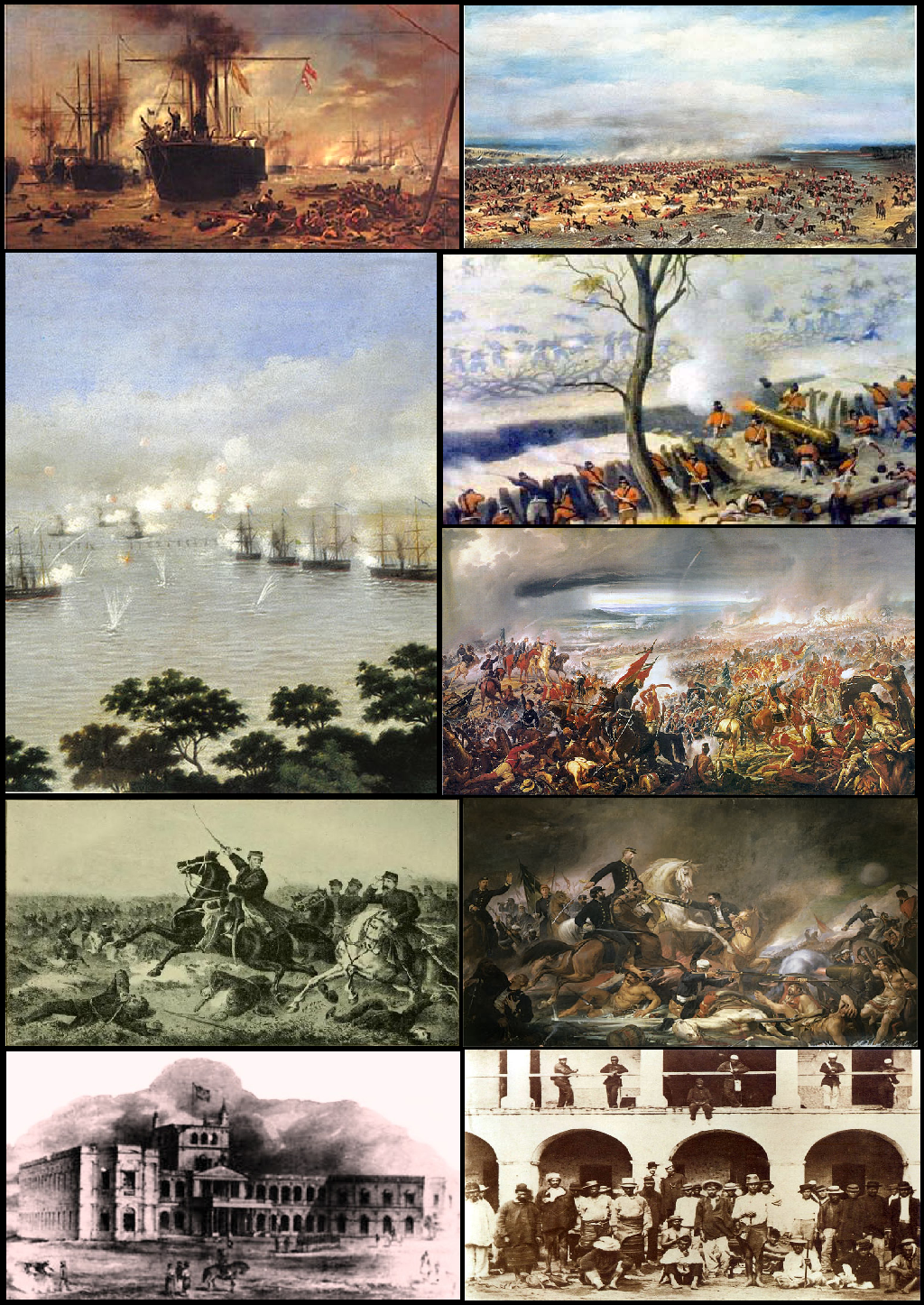
Cenas da Guerra do Paraguai

A Guerra do Paraguai foi o maior conflito armado da América do Sul, envolvendo a Argentina, o Brasil e o Uruguai contra o Paraguai. Iniciou-se em novembro de 1864, quando Solano López autorizou o aprisionamento do navio brasileiro Marquês de Olinda, que navegava no rio Paraguai e levava o presidente da província de Mato Grosso Frederico Carneiro de Campos. Em dezembro do mesmo ano, López ordenou a invasão desta província. Ao mesmo tempo, o presidente paraguaio coordenou ofensivas militares que acabaram por ocasionar a invasão de Corrientes, na Argentina e a invasão do Rio Grande do Sul, no Brasil. Tal ato hostil possibilitou a formação da Tríplice Aliança, em 1º de maio de 1865, entre os países invadidos e o Uruguai. O ataque paraguaio a Corrientes e São Pedro do Rio Grande do Sul revelou-se um fracasso militar, obrigando as tropas de López a recuar para seu território, passando de atacantes a atacados pelas tropas da Tríplice Aliança. Neste meio tempo, ocorreu a Batalha Naval do Riachuelo, na qual a Armada Imperial Brasileira desferiu uma grande derrota à Marinha do Paraguai que destruiu quase toda sua frota, impôs um bloqueio naval e isolou o país do mundo exterior.
Já em território paraguaio, ocorreu o maior embate campal de toda a guerra, a Batalha de Tuiuti, em 24 de maio de 1866, que envolveu cerca de 55 mil homens, sendo 32 mil aliados e 23 mil paraguaios. Nesta batalha, triunfaram os aliados, que por pouco não foram derrotados, dada a surpresa do ataque paraguaio. Estes últimos sofreram cerca de treze mil baixas. Meses depois, travou-se a Batalha de Curupaiti, caracterizada por ter sido a maior derrota aliada, com a perda de aproximadamente quatro mil soldados. Cerca de dois anos depois, os aliados obtiveram uma importante vitória na Fortaleza de Humaitá. O local era um ponto estratégico e sua conquista permitiu a ocupação da capital paraguaia, Assunção, em 1º de janeiro de 1869. Após a conquista da cidade, Luís Alves de Lima e Silva, Marquês de Caxias, até aquela altura o comandante das forças aliadas, deu a guerra por encerrada e se retirou do conflito. Foi substituído pelo príncipe Gastão de Orleans, Conde d'Eu, que deu prosseguimento à última fase da guerra, conhecida como Campanha das Cordilheiras. Nesta fase, os combates se deram contra o que sobrara do exército de López: na maioria doentes, velhos e crianças, bem evidenciado pela Batalha de Campo Grande.

### À procura de Solano López

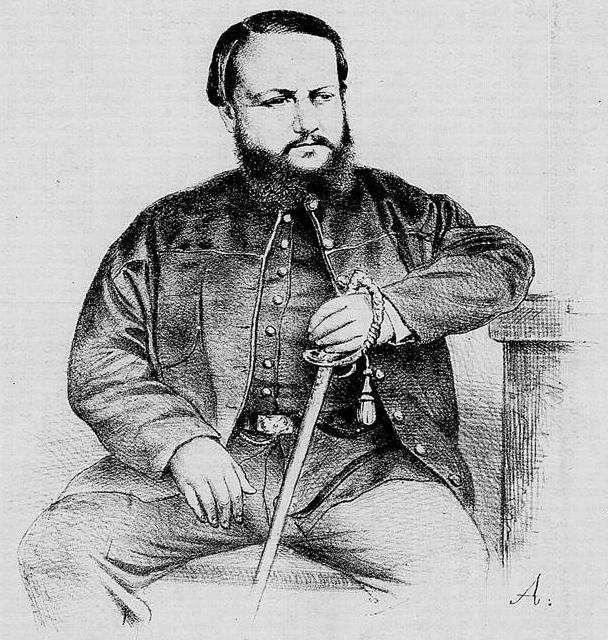
Solano López com a roupa com que foi morto (desenho de Angelo Agostini, com base em uma fotografia tirada por Domingo Parodi poucos dias antes da Batalha de Cerro Corá).

As batalhas de Piribebuy e Campo Grande foram os dois últimos grandes embates da guerra. O que restou dos soldados que delas participaram se juntou a Francisco Solano López, antes de rumarem para o arroio Hondo. A partir de lá, a coluna marchou para a Vila de Caraguataí, onde o presidente paraguaio proclamou a quarta capital do país. A esta altura, a superioridade numérica dos aliados permitiu que organizassem três colunas, com o intuito de flanquear a coluna de Lopez, atingindo os três caminhos que davam para Caraguataí. A primeira coluna, o 2.º Corpo de Exército sob o comando do marechal Vitorino José Carneiro Monteiro, vindo de Campo Grande, avançou pela picada de Caaguijuru, no caminho central da vila. A segunda coluna, uma força mista de argentinos e brasileiros comandados pelos generais Emílio Mitre e José Auto da Silva Guimarães, avançou à direita da primeira coluna. À esquerda marchava o 1º Corpo de Exército comandado diretamente pelo Conde d'Eu. Dionísio Cerqueira, à época alferes da coluna de Vitorino, testemunhou uma cena, que ele chamou de "quadro horroroso", quando se aproximaram da picada. Foram encontrados alguns soldados brasileiros mutilados e enforcados em galhos de árvores, sobre fogueiras que haviam carbonizados seus pés. Tal cena, segundo Cerqueira, "encheu de indignação a soldadesca".
No dia 18 de agosto de 1869, a coluna do general Vitorino atingiu a picada de Caaguijuru e nela havia cerca de 1 200 paraguaios entrincheirados. Seguiu-se um rápido combate com furor dos imperiais, motivados em vingar os companheiros caídos, sofrendo os paraguaios completa derrota. Também como vingança, o general Vitorino autorizou a degola dos oficiais que escaparam da morte na batalha, sendo um pouco mais de 16 homens. No dia 19, as três colunas se achavam na vila de Caraguataí, cujos moradores sofreram às mãos das tropas brasileiras. A esta altura, López já havia fugido, atravessando o arroio Salladilo, próximo do rio Manduvirá. Na vila, os brasileiros foram recebidos por 80 mulheres e crianças que conseguiram fugir de uma espécie de campo de concentração denominado Espadín, local usado por López para encarcerar as destinadas, mulheres acusadas de traição. O Conde d'Eu enviou uma força de cavalaria, sob o comando do coronel Moura, para lá, e este encontrou e resgatou cerca de 1 200 mulheres e crianças em estado de indigência. As destinadas, ao saberem da presença dos brasileiros, se exaltaram em alegria, com muitas dando gritos descompassados, emocionadas pela sua libertação. Era muito comum, na busca de Solano López, encontrarem mulheres magras, trajando trapos que imploravam de mãos estendidas farinha ou carne para saciarem a fome.
Havia a necessidade de manter pressão sobre López, na intenção de impossibilitar uma reorganização de suas forças. Por isso, ainda no dia 18 de agosto, o general argentino Mitre enviou uma força de cavalaria brasileira para marchar no encalço da coluna lopizta, com o general se juntando a ela no dia seguinte. Neste dia atingiram o Manduvirá, avançando até chegarem no arroio Salladilo, encontrando o regimento argentino San Martín, que estava na retaguarda inimiga; López, porém, já se havia movido de lá. No dia 20, uma pequena força brasileira, sob o comando do coronel Carlos Neri, deparou-se com a retaguarda dos paraguaios no arroio Hondo, a cerca de 30 quilômetros de Caraguataí; resolveram, porém, acampar no local, junto com o resto das tropas de Mitre. No dia seguinte, avançaram sobre os paraguaios, mas, antes de atacarem, o general Mitre enviou uma nota de intimação ao comandante paraguaio exigindo sua rendição em até trinta minutos sob a garantia de que viveriam e voltariam para a casa; entretanto, sa nota dizia que, se recusassem, seriam degolados, inclsuive até mesmo os eventuais prisioneiros. A nota causou surpresa tanto para Solano López, que se indignou com a nota; também foi surpreendido com a nota o Conde d'Eu, que disse ter estado alheio ao incidente, pelo ineditismo do teor da mensagem. No fim do prazo, os imperiais descobriram que o inimigo se aproveitou do tempo dado para fugir.
Durante a fuga, López passou a deduzir supostas conspirações de seus subordinados para matá-lo. No dia 27 de agosto, três espiões paraguaios, o coronel Hilario Marcó e mais 86 soldados foram executados a tiros de fuzil. Em 7 de setembro, a coluna paraguaia acampou próxima do arroio Capivarí, onde López ordenou a morte de mais alguns soldados de sua escolta, que estariam envolvidos na conspiração. As tropas brasileiras, ao passarem por esse trajeto, encontraram as ossadas e mais de cem crânios destes paraguaios. Novos combates ocorreram entre os brasileiros e paraguaios no dia 21, no povoado de San Isidoro (no atual distrito de Curuguaty) e no dia 22, em Hurucuatí, próximo da vila de San Joaquín, todos vencidos pelos brasileiros, sendo este último local ocupado pelas tropas vencedoras. Na perseguição aos remanescentes, o capitão Pedro Werlang relatou ter visto centenas de mortos estendidos pela estrada, assassinados por estarem exaustos e doentes. Eram homens, mulheres e até crianças, mortas para evitarem serem capturados pelos brasileiros. Em outubro, o 1º Corpo de Exército brasileiro permanecia em Caraguataí e o 2.º Corpo ocupava San Joaquín. Havia soldados argentinos e alguns paraguaios antilopiztas em ambos os exércitos, porém as forças argentinas se retiraram, permanecendo apenas 800 nesta região. Os poucos soldados uruguaios no Paraguai estavam acampados em Cerro León. Coube, a partir de então, aos soldados brasileiros a tarefa de capturar Solano López.
No dia 26, o Conde d'Eu estava tendo dificuldades em manobrar seu exército no encalço do presidente paraguaio, devido aos constantes problemas de abastecimento, e para não deixá-lo escapar pelo interior, dividiu suas forças em pequenas vanguardas. Uma dessas, sob o comando de Fidélis Pais da Silva, alcançou e dominou a vila de Curuguaty, no dia 28. Enquanto isso, uma coluna de 2 600 homens, vindos de Concepción e liderados pelo general José Antônio Correia da Câmara, patrulhava a fronteira mato-grossense para impedir que López atravessasse o rio Paraguai para a margem direita. O acampamento de López rumou para o leste em direção da serra de Maracaju, em fins de dezembro. Nos primeiros meses de 1870, os imperiais souberam que López estava nesta região, e aia em direção de Ponta Porã, desviando-se em seguida para o caminho do Chiriguelo. De lá, López e os poucos remanescentes do seu exército rumaram para o local conhecido como Cerro Corá.

### Acampamento de Cerro Corá

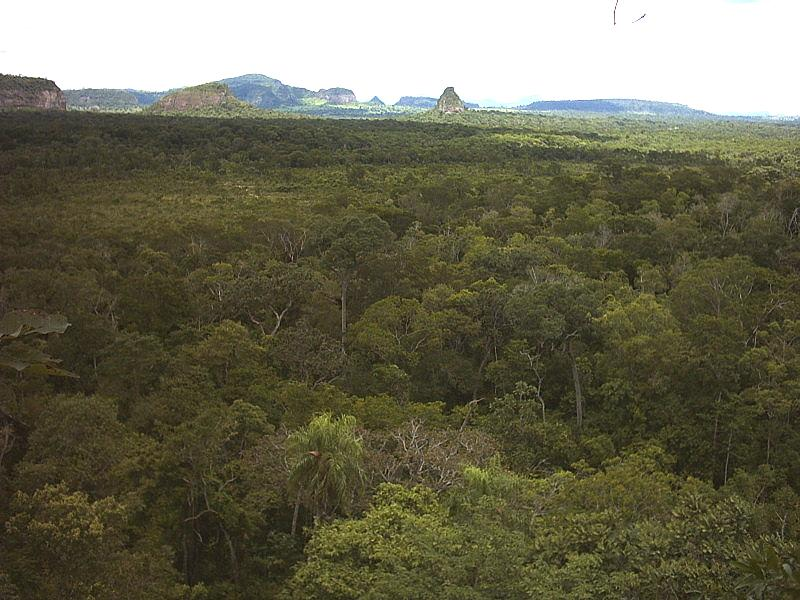
Cerro Corá, vista do morro Cerro Muralla

No dia 8 de fevereiro de 1870, Francisco Solano López e sua coluna, composta de cerca de 500 pessoas - incluindo o vice-presidente Domingo Sánchez, os generais Bernardino Caballero, Isidoro Resquín, Francisco Roa e José María Delgado, além de mulheres e crianças, todos famintos e esfarrapados, munidos principalmente de lanças e espadas, - chegavam a Cerro Corá, um local de mata fechada e aflorações rochosas, localizada a 454 quilômetros ao nordeste de Assunção.
Ao norte, sul e oeste estava o rio Aquidabán e o arroio Aquidabá-nigüi, seu afluente. O local escolhido por López para acampar recebeu o apelido de “circo de gigantescas rocas”, por um de seus seguidores. Pela particularidade de sua localização, Cerro Corá era uma região que favorecia a defesa, se esta fosse feita por tropas em condições; se não, tratava-se de uma verdadeira ratoeira, pois existiam apenas dois caminhos por onde se atingia o acampamento: a estrada que cruzava os passos do arroio Tacuara e do rio Aquibadán, no noroeste, e o caminho que vinha do território brasileiro, passando por Bella Vista, Dourados, Capivari e Ponta Porã, terminando em Chiriguelo a sudeste.
Logo quando chegaram, López iniciou os preparativos para armar acampamento. Foram escolhidos os lugares onde deveriam estabelecer-se o quartel-general, a maioria do Batalhão de Rifreros, o Esquadrão de Escolta, as tropas e os carros e carretas. Os alojamentos eram extremamente precários, limitados a cabanas para todo o acampamento. Somando-se a todas estas dificuldades, estavam as condições das tropas, cuja boa parte era formada por doentes, além de serem insuficientes seus integrantes para formarem um perímetro defensivo seguro. O mariscal estava ciente disso, mas ainda assim determinou uma proteção precária para o local. Selecionou noventa homens e dois canhões de fraca potência para guardarem o passo do arroio Tacuara. No passo do rio Aquidabán deixou mais cem homens e algumas peças de artilharia, sob o comando do general Francisco Roa.
A fome castigava os poucos que estavam com López. Diante desta situação, no dia 12 de fevereiro, o general Bernadino Caballero e mais quarenta homens receberam a ordem de atravessar a fronteira com o Brasil a fim de recolherem gado bovino e cavalos da Colônia Militar de Dourados. Em outra frente, com a mesma finalidade, o sargento-major Julián Lara e doze homens foram enviados para os campos do Aquibadán, marchando a pé. Devido à fome, aproveitava-se praticamente tudo do gado, incluindo seu couro. Abatia-se um animal por dia para a alimentação dos 500 do acampamento.
Em 25 de fevereiro, López reuniu-se com seu estado-maior com o intuito de desmentir um boato de que ele fugiria para a Bolívia. Nesta reunião, foram dadas fitas de tecido da medalha de Amambay com os dizeres: Venció penúrias y fatigas. Era cunhada em ouro e prata junto com brilhantes e rubis. Tal premiação elevou um pouco o moral decaído da tropa. Assim como acontecera desde o início do conflito, o presidente paraguaio nunca comunicara seus planos de guerra. Portanto, nada corrobora a tradição de que López escolhera Cero Corá como o local da última batalha da guerra. Ainda assim, é registrado que o líder paraguaio ordenou aos chefes das colunas remanescentes que se dirigissem para lá. Grande parte das colunas desobedeceu a tal ordem, permitindo serem seus integrantes capturados, exceto os que fugiram dentre as matas. Já nos dias finais do mês de fevereiro, os 412 soldados e oficiais, além de Solano López, se encontravam cercados, sem saberem, pelas tropas imperiais do general José Antônio Correia da Câmara.

### Coluna de ataque imperial

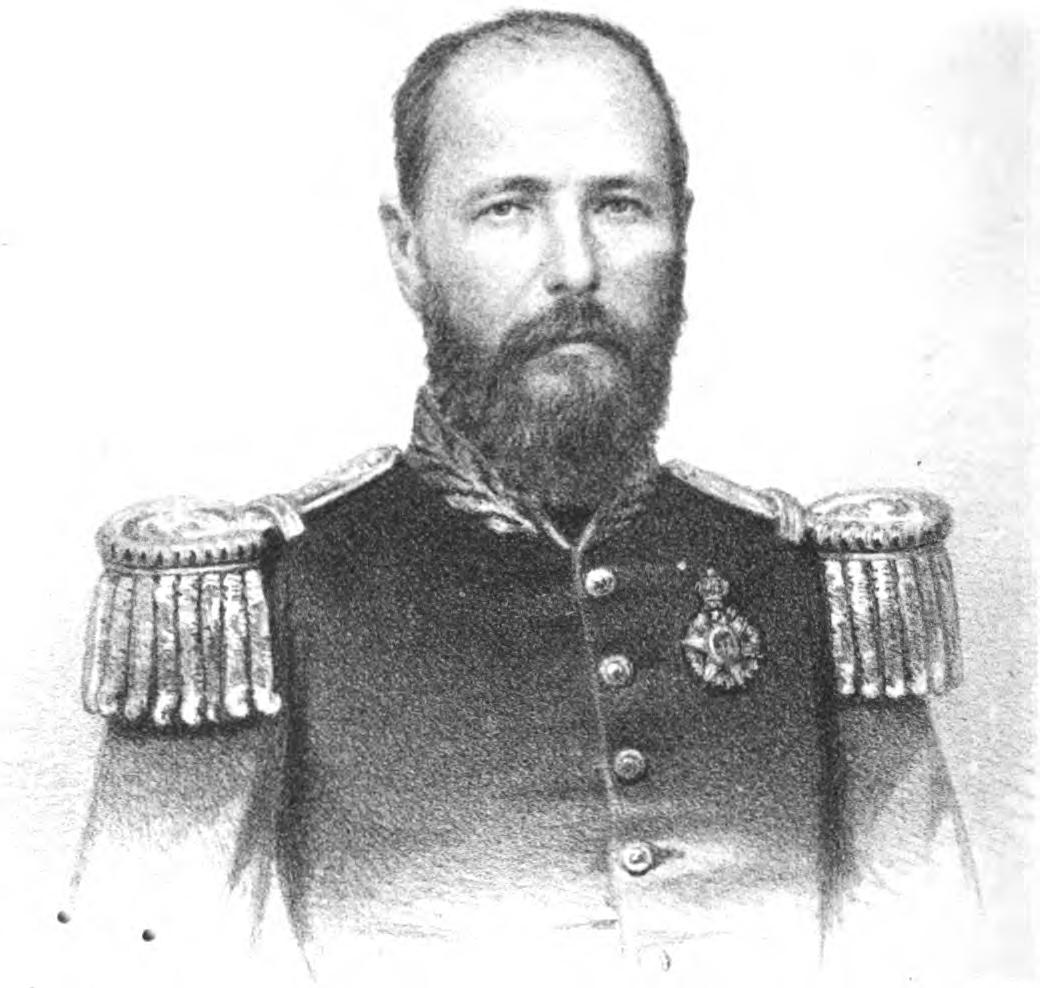
General José Antônio Correia da Câmara em 1870

No dia 18 de fevereiro, uma coluna imperial com 2 000 ou 2 600 homens, sob o comando de Correia da Câmara, estava em marcha próximo a Bela Vista. O general soube que o acampamento de López estava em Cerro Corá, pelo coronel Bento Martins. Tal informação foi obtida por meio de desertores e prisioneiros. Diferente dos homens de López, a coluna do general brasileiro estava muito bem armada, apetrechada e alimentada. Diante das informações passadas pelos pasados, Câmara acreditou que a coluna paraguaia se dirigia para Dourados, no Mato Grosso. O general brasileiro então planejou um ataque em duas frentes: o grosso da tropa, sob o comando de Antônio Paranhos, atacaria pela frente, na estrada Concepción-Bella Vista-Dourados, enquanto Câmara avançaria pela retaguarda.
No dia 26 de fevereiro, as forças imperiais avançaram em direção ao acampamento do líder paraguaio, munidos da informação de que tais forças estavam em estado deplorável, e de que Solano López não tinha o conhecimento da aproximação dos imperiais e de que as posições defensivas eram fracas. No dia 28 de fevereiro, as tropas imperiais acamparam no arroio Guazú, local por onde passou a coluna paraguaia. De lá, foi organizado o ataque derradeiro.

## Batalha

### Tomada das posições defensivas
No dia 1º de março de 1870, às seis horas da manhã, o mariscal foi informado que a defesa do passo do arroio Tacuara fora atacada, e esta informação foi repassada à defesa de Aquidabán. O ataque foi confirmado por soldados em fuga que se dirigiam ao acampamento central, gritando que os "negros" haviam chegado. Em Tacuara, as forças imperiais, sob o comando do tenente-coronel Francisco Antônio Martins, atacaram pela retaguarda da posição, a baioneta, conquistando rapidamente a artilharia, sem esta ter disparado um único tiro. O ataque foi bem-sucedido pela prévia informação, vinda de desertores do acampamento, sobre onde o ataque seria mais eficaz. Uma vez que não houve tiro da artilharia, a informação da perda de Tacuara demorou para chegar aos ouvidos de López. O marechal paraguaio enviou dez homens, sob o comando do tenente-coronel Candido Solís, para ver o que se passava nesta posição, porém foram massacrados durante o trajeto. Pela demora em retornar, López incumbiu a mesma missão ao coronel Crisóstomo Centurión e ao comandante Ângel Riveros. Mal foi dada a ordem, ouviram-se tiros da defesa de Aquidabán, a poucos quilômetros de Tacuara. Apesar dos disparos da artilharia defensiva, nenhum imperial foi atingido e esta posição também foi tomada com facilidade.
Centurión e Rivera iniciaram galope para Aquidabán, mas retornaram antes de chegarem lá e informaram a López que também esta posição fora atacada. Diante desta situação, o marechal se reuniu com seus oficiais e discutiram a ação que deveriam tomar: render-se ou combater, sendo escolhida esta última. López, então, distribuiu suas forças pelo acampamento e rumaram setecentos metros em direção de Aquidabán. No momento em que Centurión e Rivera informava o mariscal sobre a queda desta posição, cavaleiros imperiais alcançaram Cerro Corá, e, em um movimento de pinça, cercaram o acampamento, lanceando e sabreando quem quer que encontrassem, fechando o cerco na boca da picada de Chiriguelo. Lá lutava o general Francisco Roa, que foi morto ao se recusar à rendição.

### Ataque ao acampamento
O ataque ao acampamento de Cerro Corá durou apenas 15 minutos. Ao meio-dia, as forças imperiais constituídas por cavalaria e infantaria, sob o comando do coronel João Nunes da Silva Tavares, avançaram para o centro do acampamento, encontrando Solano López, que estava montado em um cavalo, o coronel Panchito, alguns oficiais e o combalido batalhão de rifreros. Mesmo com pouca munição para atirar, Centurión comandou um grupo de cem rifreros, organizando-os em táticas de guerrilha. López e outros oficiais se posicionaram por detrás dos rifreros. Ao adentrarem no acampamento, os imperiais encontraram muitos soldados velhos, jovens, doentes, quase nus e semi-desarmados, e interromperam o ataque.
Os resistentes receberam algum ânimo à presença de López e seus oficiais. Mas, durante o tiroteio sem rumo, o coronel Centurión foi atingido por um projétil que estilhaçou seu maxilar inferior, partindo-lhe a língua em duas. O mariscal, então, iniciou fuga de sua posição a galope curto, devido ao terreno pantanoso, em direção ao centro do acampamento, onde ficava a sua base, pondo fim a resistência, que logo se dispersou, assim terminando a batalha. Mesmo após o silêncio das armas paraguaias, tropas imperiais que ainda penetravam na esplanada do acampamento matavam qualquer paraguaio que alcançassem, incluindo os que haviam se rendido.

### Morte de oficiais
Durante a fuga de López e sua família, o carro que levava sua esposa ficou para trás, a cerca de trezentos metros de distância, e seu filho, o nomeado coronel Juan Francisco Solano López, Panchito, de 15 anos, voltou para escoltá-la. Neste momento é alcançado por um ginete imperial e recebe a ordem de render-se, dada pelo tenente-coronel Francisco Antônio Martins. Até mesmo sua mãe o instou para se render aos brasileiros, porém ele se negou a fazê-lo. Iniciou combate com seu sabre, até ser atingido por uma bala. Nesta hora, depois de saltar e cobrir o corpo de seu filho, Elisa Lynch exclamou:"¿Ésta es la civilización que han prometido?", uma referência a alegação dos aliados de que pretendiam libertar o Paraguai de um tirano e oferecer liberdade e civilização ao país. Segundo a tradição oral, antes de ser executado Panchito teria dito a seguinte frase: "un coronel paraguayo no se rinde, jamás".
O cirurgião Estigarribia, que estava ferido na perna, foi morto a golpe de lança. O coronel José Maria Aguiar, também com um ferimento idêntico, foi degolado duas horas depois do fim do combate, enquanto tentava fugir. O vice-presidente Sánchez foi atravessado pela lança do capitão Azambuja, mesmo sob protestos de um soldado argentino. Teria dito: Rendirme, yo? Jamás!

### Remanescentes
O general Bernadino Caballero e seus 54 soldados não se encontravam no acampamento durante a batalha. Eles haviam sido enviados para buscar provisões para López, e nesta busca atravessaram a fronteira com o Brasil, pelo rio Apa. Em seu encalço estava a coluna do coronel Bento Martins. No dia 4 de abril, as forças brasileiras encontraram os paraguaios e os atacaram na fazenda Cândido Oliveira, na Colônia Militar de Miranda. Caballero fugiu da região e na fuga perdeu sua espada. O escritor Hernâni Nonato não registra baixas nesta ação em nenhum dos lados. No dia 8, os paraguaios se encontravam na vila de Bela Vista, ainda resistindo, porém, o general Caballero foi convencido de que Solano López estava morto, e assim se rendeu, com seus 54 soldados, ao major Francisco Xavier Marques. Estes foram os últimos soldados paraguaios a se renderam.

## Morte de Solano López

### Prelúdio
O relato da morte de Francisco Solano López é cercado por algumas divergências e imprecisões sobre o que, de fato, ocorreu quando dos acontecimentos dentro da floresta, para onde fugiu. Ainda assim existem pontos em comum no relato de oficiais e combatentes paraguaios e imperiais. Após a derrota dos rifreros, López se dirigiu ao quartel-general, no centro do acampamento, e de lá, junto com o coronel Silverio Aveiro, o major Manuel Cabrera e o alferes Ignacio Ibarra, todos a cavalo, tentaram fugir, mas foram alcançados por alguns elementos da cavalaria imperial, pela esquerda, o que impediu uma fuga para o arroio Aquidabán-nigüí. Neste ato, os imperiais fizeram uma intimação para que Solano López se rendesse.
Os imperiais se aproximaram para prendê-lo. Dois soldados, um em cada lado, tentaram segurá-lo, mas López tentou ferir um dos imperiais com seu espadim de cerimônia, sendo revidado com um golpe de machado na cabeça, em parte amortecido pelo chapéu panamá que usava. Um dos cavaleiros imperiais desceu do cavalo e traspassou López com a lança que empunhava, de baixo para cima, atingindo a virilha direita e alcançando as entranhas, comprometendo fatalmente o peritônio, o intestino e a bexiga. Esse cavaleiro se chamava José Francisco Lacerda, o Chico Diabo, de 22 anos e pertencente ao regimento do coronel João Nunes da Silva Tavares, do 19º Corpo Provisório de Cavalaria.
Em socorro do marechal, chegaram o capitão Francisco Arguello e o alferes Chamorro, que enfrentaram os imperiais a sabre, mas devido à inferioridade numérica e às condições físicas, foram derrotados, sendo feridos gravemente. Apesar da vitória neste embate, nenhum imperial se aproximou do presidente ferido, permanecendo a uma distância de dez metros dele, à espera de instruções de algum superior. Mesmo com a presença imperial, o coronel Aveiro conseguiu se aproximar de López e o ajudou a montar em seu cavalo, que se dirigiu para a floresta, abrindo caminho com o próprio corpo, seguindo as pisadas e traços deixados por soldados paraguaios à procura de frutas. Logo se aproximaram do arroio Aquidabán-nigüí, quando o presidente paraguaio caiu de seu cavalo. Aveiro, Cabrera e Ibarra ajudaram-no a atravessar o córrego, mas não conseguiram fazê-lo subir o barranco oposto devido ao peso do marechal. Neste momento, os três o abandonaram, quando Correia da Câmara e dois soldados imperiais chegavam.

### Relato do general Câmara

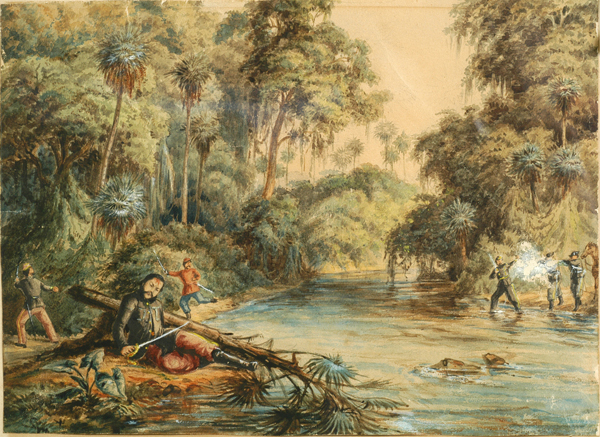
A morte de Francisco Solano López sobre o rio Aquidabán (por Adolfo Methfessel)

Os momentos finais da morte de Solano López foram testemunhados por poucos ou nenhum soldado paraguaio e por apenas alguns soldados imperiais, incluindo o general brasileiro Correia da Câmara. Ao fim da guerra, Câmara redigiu três relatórios contraditórios sobre a morte do presidente paraguaio. Ao marechal Vitorino José Carneiro Monteiro, o general imperial redigiu o primeiro relatório militar, chamado de parte, ainda no dia 1 de março, declarando, por duas vezes, que o marechal havia sido morto em sua frente, pois não aceitou se render, mesmo estando "completamente derrotado e gravemente ferido".
Em um segundo relatório, datado de 13 de março, sugerira que ele morreu em decorrência de seus ferimentos, pois ao intimá-lo a se render, recebeu como resposta um golpe de espada. Após que ordenou a um soldado desarmá-lo, no momento "em que exalava o último suplício". No terceiro relatório, mais longo, detalhado e divulgado pelo governo imperial, o general Câmara diz que encontrou o major José Simeão de Oliveira e este o informou que López "se apeara e internara" na mata, já ferido durante a perseguição que enfrentara. O general, então, partira no encalço do marechal junto com dois soldados imperiais, encontrando-o à margem do arroio Aquidabán-nigüín, prostrado na barranca oposta. Em sua companhia, havia dois oficiais paraguaios que foram prontamente mortos por demonstrarem uma postura ofensiva.
Ainda neste último relatório, o general teria oferecido a rendição aLópez duas ou três vezes, pelo menos: "Marechal. Entregue sua espada. Eu, general que comando estas forças, lhe garanto o resto da vida". A resposta teria sido: "No me rindo, ni entrego mi espada, muero con ella y por mi patria", após ter dado golpes ao vento com sua espada. Imediatamente ordenou que um soldado o desarmasse. Neste ato, o marechal teria ficado de bruços, com a face virada para água, e começou a se debater. Com muito esforço, conseguiu erguer um pouco a cabeça "para exalar seu último alento". Sendo assim, neste relatório o general Câmara sugere que López morrera no ato de ser desarmado e preso, sem ferimento no mato.

### Relato do coronel Silva Tavares

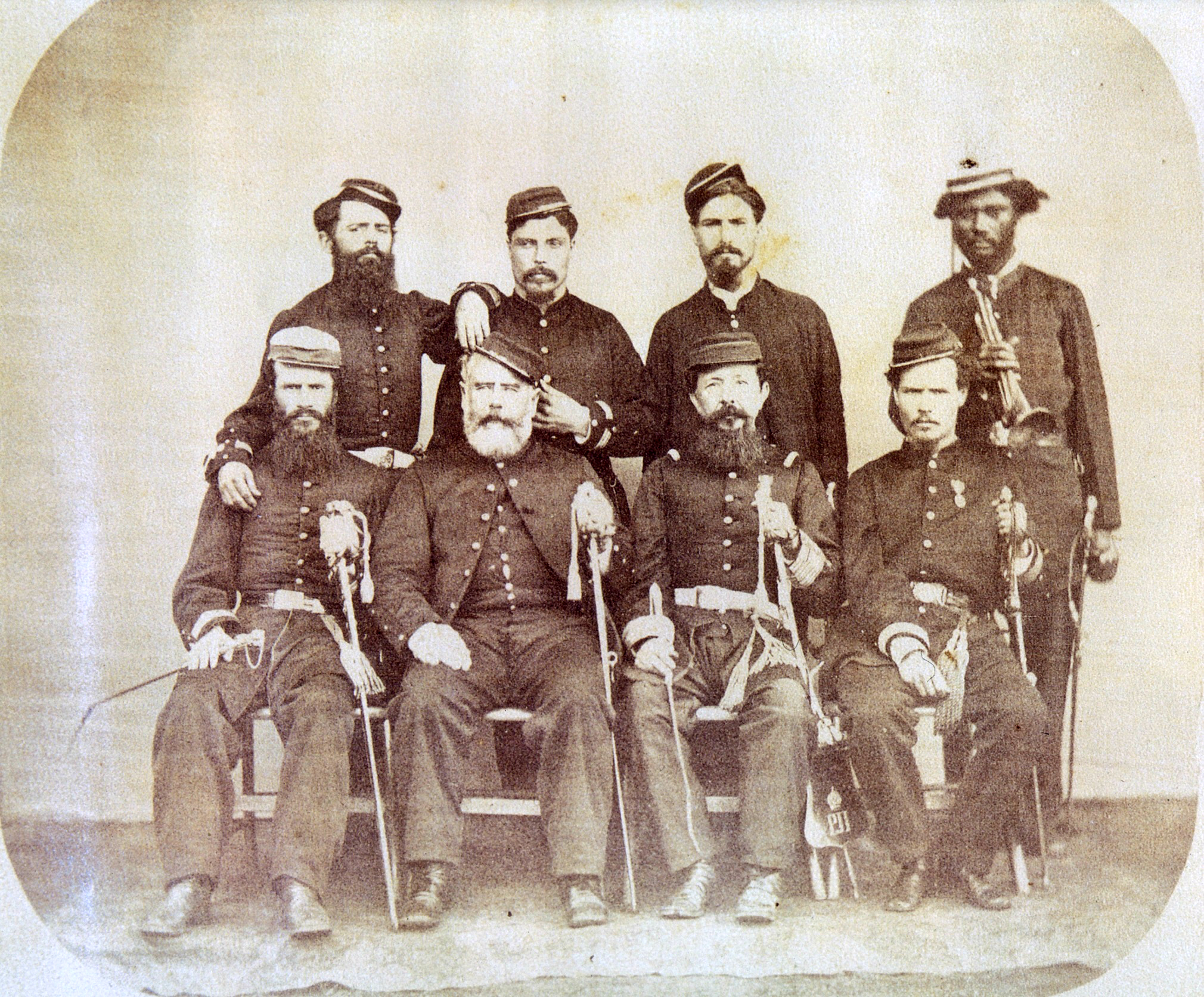
O então coronel João Nunes da Silva Tavares, conhecido como Joca Tavares (terceiro sentado, da direita para a esquerda) e seus auxiliares imediatos, incluindo Francisco Lacerda, mais conhecido como Chico Diabo (terceiro em pé, da esquerda para a direita).

O então general João Nunes da Silva Tavares resolveu responder a um artigo publicado por Correia da Câmara no jornal Gazeta de Porto Alegre, no dia 8 de março de 1880, sobre a morte de Solano López. Ficou indignado com a proposta de Câmara, de que o marechal paraguaio teria um ferimento a bala no ventre advinda de tiroteio natural, enquanto este tentava atravessar o arroio, omitindo o fato de que ele fora ferido nesta parte do corpo por uma lança. Segundo Silva Tavares, tal relato se opunha "à verdade dos fatos...". Ele declarou que o general Câmara recebeu sua parte oficial do dia 2 de março de 1870, e nela relatava que López fugira para o mato, já ferido pela lança do seu comandado, o cabo Francisco Lacerda, vulgo "Chico Diabo".
Para comprovar sua declaração, Silva Tavares citou que havia pedido um laudo médico, com a finalidade de atestar a natureza dos ferimentos de López, para os cirurgiões Costa Lobo e Barbosa Lisboa. O resultado do exame saiu apenas no dia 25 de março, 12 dias depois do segundo relatório de Câmara. Neste laudo, os médicos apontaram três feridas: um ferimento na região frontal de uns sete centímetros, provavelmente ocasionada por um golpe de acha. Um ferimento, provavelmente causado por uma lança, de quatro centímetros, dirigida obliquamente de baixo para cima, fatalmente irremediável à vida do marechal, comprometendo o peritônio, a bexiga e o intestino. E por último, um ferimento causado por uma bala de fuzil na região dorsal, sem saída, uma vez que a bala ficou alojada na caixa torácica.
Sobre este último ferimento, Câmara o omite totalmente. Silva Tavares segue o relato: "Então o general (Câmara) apeou-se, entrou no mato, e não muito longe encontrou López recostado sobre o barranco do rio, com parte do corpo metido n'água, com a espada na mão atravessada sobre a cabaça, segurando a ponta da espada com a mão esquerda". Silva Tavares propõe que o marechal foi intimado a se render, tendo recebido como resposta: "Morro por minha pátria e com a espada na mão". Silva Tavares disse que no momento em que este estava sendo desarmado, López recebeu um tiro de fuzil, mas omitiu quem dera o tiro. Tal declaração é corroborada pelo Visconde de Taunay. Segundo o nobre, no instante em que o marechal era desarmado, um cavaleiro veio correndo e descarregou-lhe um tiro à queima-roupa que teria atingido seu coração.

### Recompensa
A morte de Solano López era, em certo sentido, desejável pelo alto comando imperial, uma vez que Silva Tavares teria oferecido cem libras para quem matasse o marechal em combate. O próprio imperador Dom Pedro II aferrava-se à destruição do presidente paraguaio, não aceitando qualquer tipo de negociação. A Província do Maranhão também havia oferecido um prêmio, ainda maior, para quem executasse o "tirano" em combate.
Silva Tavares deu todo o crédito pela morte de Solano López ao cabo de seu regimento Francisco Lacerda, vulgo Chico Diabo, mas divergiu disso anos depois. Ele teria recebido de seu superior cem novilhas em Bagé, entrando para a história como o responsável pela morte do marechal. Porém, o autor do disparo que, de fato, matou López, foi João Soares, cavaleiro. Este reivindicou também a recompensa, porém sem nenhum oficial para defendê-lo, teve o seu nome esquecido. Partes do corpo de Solano López, como orelha, dentes e um dedo foram arrancadas por soldados imperiais como troféus.

## Resultado

### Imediatamente à batalha
Com o término da batalha e a morte de Solano López a guerra se encerrou. Após anos de conflito e sofrimento, as tropas brasileiras estavam eufóricas e perderam o autocontrole. Os soldados começaram a matar inocentes e atearam fogo no acampamento, matando doentes e feridos que lá se encontravam. Foram feitos cerca de 240 prisioneiros paraguaios, incluindo os generais Resquín e Delgado, tendo havido provavelmente mais de cem mortos. Entre os imperiais houve apenas sete feridos. Em 2 de março, as tropas imperiais levaram os prisioneiros para a vila de Concepción.
No dia 4, as notícias sobre a morte de Solano López chegaram a Concepción, onde estava o Conde d'Eu. O príncipe consorte pôde finalmente retornar ao Rio de Janeiro. Foi realizado um baile em comemoração, com participação das melhores famílias entre a população da vila, que pareciam estar contentes com a morte do ditador, bem como com a participação de oficiais paraguaios antilopiztas. No Rio de Janeiro, a notícia da morte de López foi recebida com enorme alegria. Dom Pedro II recuperou sua abalada popularidade, e na noite da chegada da notícia, ele, sua esposa e a princesa Isabel caminharam pelas ruas da cidade, que estavam cheias de gente, bem iluminadas e enfeitadas com bandeiras. Recusou a iniciativa de comerciantes de construir uma estátua sua, aconselhando a usarem os recursos para a construção de escolas. O conde d'Eu chegou ao Rio em 29 de abril, com grande manifestação popular, promovida pelos liberais em detrimento dos feitos de Caxias, que era do partido conservador, apresentando Osório e o Conde como os vencedores da guerra.

### Paraguai
Ao fim da guerra, o Paraguai estava devastado, além de ter perdido territórios disputados com os países vizinhos. A derrota, segundo Doratioto, causou "a ruptura definitiva de um modelo de crescimento econômico que significava, à época, as bases para uma formidável expansão capitalista em todo o sistema [produtivo] nacional". Mesmo após décadas, o país não conseguiu seguir, em comparação com os vizinhos, um ritmo de crescimento anterior à guerra.
A destruição da economia paraguaia após a guerra foi tão profunda que seu impacto só se tornou evidente com o passar dos anos, quando países vizinhos, como Argentina e Uruguai, prosperaram com a consolidação de suas economias e o aumento das levas de imigrantes europeus. Fontes divergem sobre as perdas humanas, mas, em média, as estatísticas variam de 8,7% a 69% de uma população que contabilizava entre 285 715 e 450 mil habitantes. Isso significava que os mortos estão entre 28 286 no mínimo e 278 649 no máximo. O país ficou ocupado até 13 de maio de 1876, quando os últimos 1 894 soldados brasileiros foram retirados.

### Aliados
O Império do Brasil enviou ao Paraguai cerca de 139 mil soldados, 1,5% da população da época; mais de 50 mil morreram e uns 10 mil ficaram inválidos. Houve um sentimento de patriotismo entre a população, que enchia as fileiras de combatentes no início da guerra. Nos grandes centros urbanos, bandeiras e o hino nacional se tornaram parte do cotidiano das pessoas. A figura do imperador estava fortalecida. A questão da navegabilidade no rio Paraguai foi resolvida, pondo um fim à ameaça de isolamento da província de Mato Grosso. Porém, financeiramente, o Brasil sofreu anos de retraimento econômico, devido aos gigantescos gastos com a guerra, que custou cerca de onze anos do orçamento público anual, o que explicaria o constante déficit entre as décadas de 1870 e 1880. Além disso houve uma consolidação do exército como nunca antes. Tal instituição foi responsável, anos mais tarde, pelo golpe que levaria a queda da monarquia e a instauração da república.
A Argentina perdeu entre mortos e feridos cerca de 18 mil dos 30 mil homens que enviou para a guerra. Durante o conflito, o país sofreu com disputas internas contra o governo central, tendo todas elas reprimidas por Bartolomé Mitre. No campo econômico, o país se beneficiou com a venda de carnes às tropas aliadas, com diversos pecuaristas, como Urquiza, se enriquecendo. 
O Uruguai enviou à guerra 5 583 soldados, perdendo 3 120. Assim como na Argentina, a guerra era impopular para os uruguaios, não conseguindo pôr fim à tensão interna que lá existia.

### Revisionismos
No decorrer dos anos após a morte de Francisco Solano López, iniciou-se a construção de uma figura mítica sobre ele, variada de acordo com a época em que se passava. No início, prevaleceu a visão dos vencedores, de que López era um tirano, o único responsável pela guerra e pela destruição de seu país, reduzindo-o a mero tributário do Império do Brasil e da Argentina. No final do século XIX e início do século XX, surgiram pensamentos discordantes desta primeira interpretação, acusando-se o Império do Brasil como o responsável pela guerra, na figura de positivistas contrários ao regime monárquico.
Nos anos 60, uma nova interpretação a respeito do líder paraguaio pairou-se entre movimentos de esquerda latino-americanos, que exaltavam López como um grande estadista e chefe militar anti-imperialista. Segundo tal revisionismo, López era um líder que combatia o imperialismo internacional, que tinha transformado o Paraguai pré-guerra em um país progressista, modernizando-o e trazendo um bem-estar social à população, fugindo das pretensões capitalistas da Inglaterra. De acordo com essa ideia, Argentina e Brasil haviam sido manipulados pelos ingleses para aniquilarem o desenvolvimento autônomo paraguaio. Esse entendimento foi ensinado a gerações de estudantes no Brasil, no sentido de que o imperialismo inglês destruiu o único estado economicamente autônomo da América do Sul.
A partir da década de 80, surgiram novas interpretações a respeito da guerra, contrariando o revisionismo anterior de que os ingleses a teriam influenciado. Tal abordagem aponta para uma Inglaterra tentando evitá-la, exemplificada por uma carta do diplomata britânico em Buenos Aires Edward Thornton ao governo paraguaio, oferecendo seus serviços para que se evitasse um conflito entre o Brasil e o Paraguai. Argumenta-se que não haveria evidências de que o Império Britânico se tivesse empenhado ativamente na derrota paraguaia. De fato, havia um total desconhecimento e interesse entre os ingleses sobre o que houve naquele país, conforme destacou o escritor e diplomata britânico Richard Francis Burton. Segundo o historiador Leslie Bethell, a Guerra do Paraguai foi uma guerra civil regional com dimensão internacional, onde as responsabilidades pelo conflito foram de todos os quatro países envolvidos diretamente. Esta interpretação leva ao argumento de que fatores locais, como disputas internas e externas entre as nações da bacia do Prata teriam influenciado o conflito.

## Legado

### Histórico

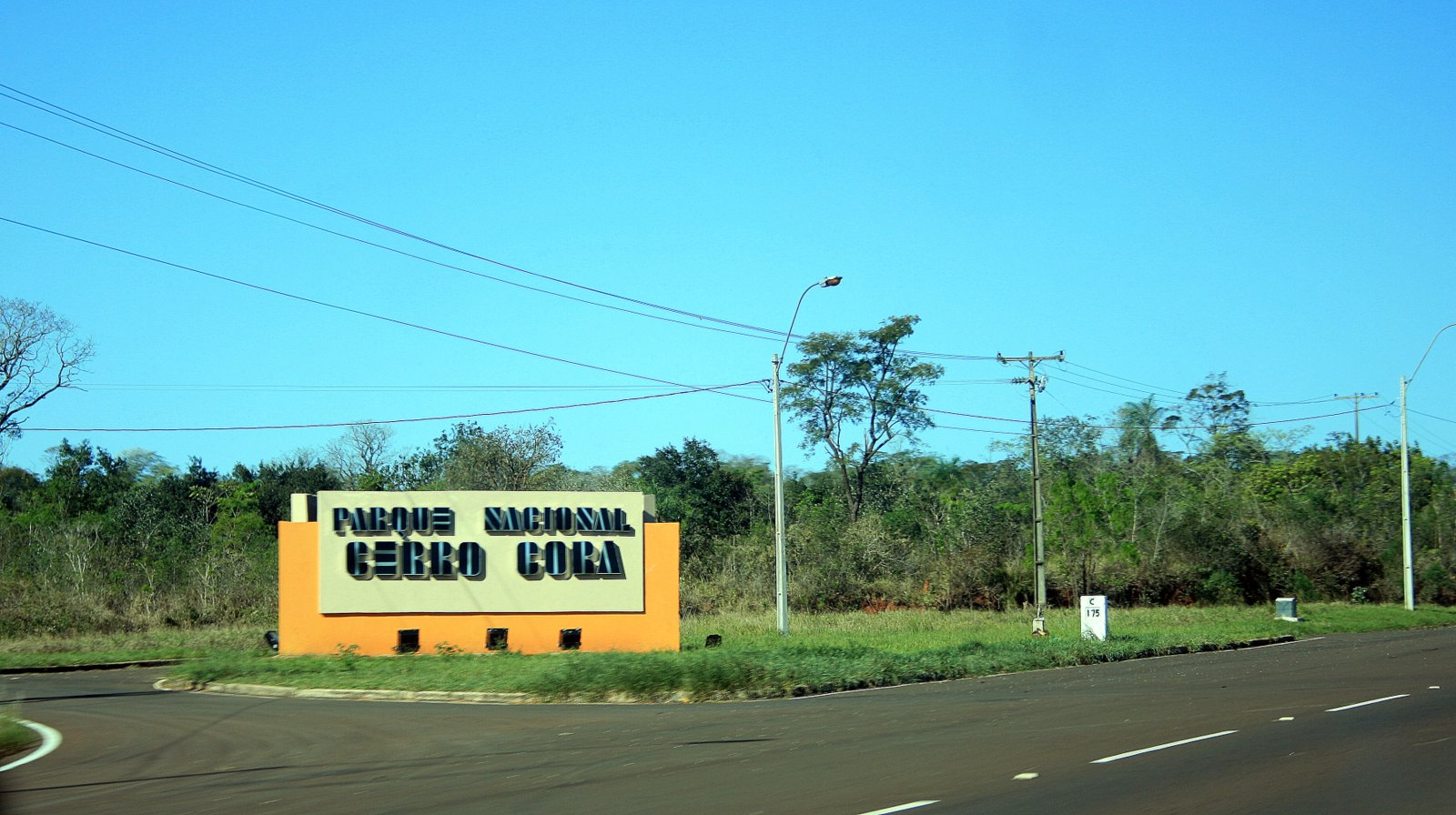
Entrada do Parque Nacional Cerro Corá

Logo após a morte de Solano López e o fim da Batalha de Cerro Corá até o final do século XIX, não se questionava entre os sobreviventes paraguaios que seu presidente havia empreendido de maneira imprudente uma guerra com os países vizinhos. Estes o odiavam a ponto de desenvolver a ideia de que as causas do conflito centralizavam-se nele. Porém, com o passar do tempo, desenvolveram-se novas visões a respeito da guerra; são os chamados revisionismos.
No século XXI, Cerro Corá, nome que dá a ideia de uma faixa montanhosa cercada, se tornou uma palavra presente em vários campos da cultura paraguaia. Diversas ruas, lojas e empresas do país ostentam o nome. Além disso, Cerro Corá tornou-se um sinônimo de bravura e martírio do povo paraguaio, representado na figura do presidente Francisco Solano López. Ainda no Paraguai, o dia 01 de março é celebrado o Dia dos Heróis, com atividades durante todo o mês relembrando as batalhas da chamada Guerra de los 70. No Brasil, tal nome representou o fim vitorioso para uma longa e dura guerra, ainda que tenha se propagado de maneira raríssima. Para homenagear os soldados brasileiros que lá lutaram, foi dado o nome Cerro Corá a um município do Rio Grande do Norte em 1953. Em 2011, uma busca no Google Maps pelo termo Cerro Corá retornava dez ruas, uma avenida e uma ladeira no Brasil.
Em 1960, a região passou a ser uma reserva controlada pelo exército. Já no ano de 1976, mais precisamente no dia 11 de fevereiro, sob o decreto nº 20.698, criou-se o Parque Nacional Cerro Corá. A atual região fica localizado dentro do município de Pedro Juan Caballero, capital do Departamento de Amambay. No local existem diversos monumentos que registram o desenvolvimento das batalhas da guerra, além dos locais onde morreram Solano López e seu filho Panchito marcados com um busto e uma lápide.

### Cultural
Em 1978, foi produzido no Paraguai um filme de mesmo nome da batalha. Cerro Corá, dirigido por Guillermo Vera, foi financiado pela ditadura de Alfredo Stroessner e usado como propaganda para os ideais propostos pelo regime, tornando-se uma peça fundamental para o fortalecimento do revisionismo histórico no país. A produção cinematográfica é considerado um filme de destaque dentro do Paraguai. A obra retrata os últimos dias do conflito em 1869, apresentando uma tropa cansada formada basicamente por crianças e idosos. Logo no início do filme, é exposta a proposta da produção: “O filme é uma mensagem do governo e povo paraguaios em prol da compreensão das nações em paz e harmonia, ao demonstrar que as guerras não conquistam a livre determinação dos povos, ideal sublime que conduziu o Marechal Francisco Solano López ao seu épico final”. Isso demonstra o caráter revisionista da produção.
O longa-metragem apresenta Solano Lopez (Roberto De Felice) abatido, representando o auge de um país arrasado; de sua parte, Elise Lynch (Rosa Ros) mostra-se firme, apesar de todas as dificuldades. As mulheres ganham grande importância na produção, representando a figura patriarcal paraguaia. Seu destaque é apresentado em duas vertentes: o apoio das mulheres sob o aspecto financeiro ou até mesmo atuando nos campos de batalha. Em geral, a obra dirigida por Vera busca apresentar um país unido em torno de um ideal, unindo as diversas classes econômicas em prol da independência, além de exaltar Lopez como um grande líder militar, que buscou a todo custo manter a independência não só do seu país, mas a de todos os países latino-americanos.

### Livros
- Aveiro, Silvestre (1998). Memorias militares. Asunción: El Lector. OCLC 803246733
- Barman, Roderick J. (1999). Citizen Emperor: Pedro II and the Making of Brazil, 1825–1891. Stanford: Stanford University Press. ISBN 978-0-8047-3510-0
- Barreto, Aníbal (1958). Fortificações no Brasil. Rio de Janeiro: Biblioteca do Exército. OCLC 494871920
- Câmara, Rinaldo Pereira (1970). O marechal Câmara:sua vida militar. II. Porto Alegre: Editora Globo
- Cascudo, Luiz da Câmara (1927). López do Paraguay. Natal: Typ. d’A República. OCLC 8405097
- Centurión, Juan Crisóstomo (2010). Memorias o reminiscencias historicas sobre la guerra del Paraguay. Asuncíon: El Lector. ISBN 9789995310967. OCLC 780286228
- Cerqueira, Dionísio (1980). Reminiscências da campanha do Paraguai. Rio de Janeiro: Biblioteca do Exército. OCLC 7079424
- Donato, Hernâni (1996). Dicionário das batalhas brasileiras 2a. ed. rev., ampliada e atualizada ed. São Paulo: Instituição Brasileira de Difusão Cultural. ISBN 8534800340. OCLC 36768251
- Doratioto, Francisco (2002). Maldita guerra: Nova História da Guerra do Paraguai 1a ed. São Paulo: Companhia das Letras. ISBN 8535902244. OCLC 50407962
- Flores, Hilda Agnes Hübner (2010). Mulheres na Guerra do Paraguai. Porto Alegre: EDIPUCRS. ISBN 9788539700011. OCLC 706803367
- Fragoso, Augusto Tasso (1960). História da Guerra entre Tríplice Aliança e o Paraguai. V 2ª ed. Rio de Janeiro: Biblioteca do Exército. OCLC 835460990
- Frutos, Julio César; Scavone, Ricardo (2007). Testimonios de la Guerra Grande. Muerte del Mariscal López. Asunción, Paraguay: ABC Color. ISBN 9789995300326. OCLC 213494946
- Gonzalez, J. Natalicio (1926). Solano López: y otros ensayos. Paris: Indias. OCLC 644149779
- Guedes, Maria Helena (2016). As Estradas De Mil Cargos !. Vitória: Clube de Autores
- Hooker, Terry D. (2008). Armies of the nineteenth century. The Americas. Nottingham, United Kingdom: Foundry Books. ISBN 1901543153. OCLC 429032555
- Lima, Luiz Octavio (2016). A guerra do Paraguai : como o "Rei dos Macacos", o marechal que queria ser Napoleão, um jornalista soldado e um presidente degolador deflagraram o maior conflito armado da América do Sul. São Paulo: Planeta. ISBN 9788542207996. OCLC 972903102
- Magalhães, João Batista (1946). Osorio, simbolo de um povo, sintese de uma epoca. Rio de Janeiro: Agir. OCLC 590499453
- Malerba, Jurandir (1999). O Brasil Imperial, 1808-1889: panorama da história do Brasil no século XIX. Maringá: EDUEM. ISBN 8585545380. OCLC 44682331
- Menezes, Alfredo da Mota (2012). A Guerra é Nossa: A Inglaterra não provocou a Guerra do Paraguai. São Paulo: Editora Contexto. ISBN 9788572447348. OCLC 840837416
- O'leary, Juan E. (1970). El Mariscal Solano López 3ª ed. Asuncíon: Casa America-Moreno Hnos. OCLC 981393437
- Pereyra, Carlos (1953). Francisco Solano Lopes y la guerra del Paraguay. Buenos Aires: A. Rego. OCLC 692060558
- Pimentel, Joaquim B. de Azevedo (1978). Episódios militares. Rio de Janeiro: Biblex. OCLC 949109109
- Pinho, Wanderley (1933). Cartas do imperador d. Pedro II ao barão de Cotegipe. São Paulo: Cia. Editora Nacional. OCLC 683382076
- Rio Branco, Barão do (2012). Obras do Barão do Rio Branco: Efemérides Brasileiras. Brasília: Fundação Alexandre de Gusmão. ISBN 978-85-7631-357-1. OCLC 842885255
- Schneider, L. (1875). A guerra da tríplice alliança: Império do Brazil, República Argentina e Republica Oriental do Uruguay contra o govêrno da Republica do Paraguay : 1864-1870. com cartas e planos. São Paulo: Typographia Americana. OCLC 684702407
- Silveira, Mauro César (1996). A batalha de papel : a guerra do Paraguai através da caricatura. Porto Alegre, RS: L & PM Editores. ISBN 8525406333. OCLC 37946990
- Taunay, Visconde de (1921). Cartas da Campanha. A Cordilheira: agonia de Lopez. 1869-1870. São Paulo: Companhia Melhoramentos. OCLC 462735257
- Terra, Dimas (2010). Viagem 1ª ed. São Paulo: biblioteca24horas. ISBN 978-85-7893-527-6
- Tourinho, Eduardo (1964). Esse continente chamado Brasil. Rio de Janeiro: J. Olympio. OCLC 1361193

### Periódicos
- Bethell, Leslie (1995). «O imperialismo britânico e a Guerra do Paraguai» (PDF). Estudos Avançados. 9 (24). ISSN 1806-9592
- Bueno, Márcio; Mattos, Elvis Santos (2014). «Cerro Corá: Palco da Última Batalha da Guerra da Tríplice Aliança». Anais do Egrad. 1 (4). ISSN 2179-7773
- Garcia, Gabriel Ignácio (2014). «A Guerra do Paraguai em Diferentes Interpretações». Cadernos de Clio (5). ISSN 2447-4886. doi:10.5380/clio.v5i1.40213
- Maestri, Mário (2014). «Quem Matou o Mariscal? Cerro Corá, 1º de Março de 1870: Entre a História e o Mito» (PDF). Revista Tempos Históricos. 18 (1): 354-387. ISSN 1517-4689
- Monteiro, Mozart (2010). «Como foi morto Solano López» (PDF). Instituto de História e Tradições do Rio Grande do Sul. O Gaúcho
- Paraguay, Ministerio de Educación y Cultura; Argüello Godoy, Rubén Darío; Báez de Armoa, Estela (2012). «Ciencias sociales 6º grado EEB». República del Paraguay. Ministerio de Educación y Cultura
- Souchaud, Sylvain (2011). «A visão do Paraguai no Brasil». Rio de Janeiro. Contexto Internacional. 33 (1). ISSN 0102-8529. doi:10.1590/S0102-85292011000100006
- Sousa, Fábio Ribeiro de (2013). «O revisionismo histórico da Guerra do Paraguai no cinema paraguaio: reprodução e disseminação». Revista de História da UEG. 2 (1). ISSN 2316-4379

### Teses acadêmicas
- Albuquerque, José Lindomar C. (2005). «Fronteiras em Movimento e Identidades Nacionais: A Imigração Brasileira no Paraguai» (PDF). Universidade Federal do Ceará
- González, Moisés Villalba (2009). «Benefício econômico do Parque Nacional Cerro Corá» (PDF). Piracicaba. Universidade de São Paulo
- Sousa, Fábio Ribeiro de (2015). «A Construção de Memória da Guerra do Paraguai (1864-1870) no Cinema: Brasil e Paraguai, um estudo comparado». Universidade Federal do Rio de Janeiro. Cópia arquivada em 7 de setembro de 2019
- Zamboni, Vívian (2012). «As Mulheres Paraguaias na Guerra entre a Tríplice Aliança e o Paraguai: A Flexibilização das Fronteiras de Gênero» (PDF). Universidade Federal do Rio Grande do Sul - anpuhrs